# Richardsonovo gorovje
Richardsonovo gorovje (angleško Richardson Mountains) je gorovje v severozahodni Kanadi. Razteza se v severozahodni in jugovzhodni smeri ter poteka vzdolž severnega dela meje med ozemljema Jukon in Severozahodni teritoriji. Leži zahodno od glavne struge Mackenziejeve reke in jugozahodno od Mackenziejeve delte ob Beaufortovem morju.
V nekaterih virih je Richardsonovo gorovje obravnavano kot del Jukonske planote, v drugih pa kot vzhodno nadaljevanje Brooksovega gorovja, ki se večinoma razteza na severu ameriške zvezne države Aljaska, ki na vzhodu meji na kanadsko ozemlje Jukon. Ameriški geologi in geografi v sklopu slednje uvrstitve Richardsonovo gorovje ponavadi obravnavajo kot prehodno območje med Brooksovim in Mackenziejevim gorovjem ter severno nadaljevanje Skalnega gorovja. Kljub temu za severno mejo Skalnega gorovja pogosto velja reka Liard, katere struga poteka več sto kilometrov južno od Richardsonovega gorovja.
Richardsonovo gorovje v smeri s severa proti jugu meri približno 320 kilometrov v dolžino, medtem ko njegova dolžina v smeri z zahoda proti vzhodu znaša približno 170 kilometrov. Površina Richardsonovega gorovja je približno 46.680 km². Nadmorska višina najvišjih vrhov je ocenjena na 1240 ali 1680 metrov.
Skozi Richardsonovo gorovje poteka cesta Dempster Highway, ki je edina kopenska povezava med mestoma Inuvik v Severozahodnih teritorijih in Dawson City v Jukonu.
Richardsonovo gorovje je bilo poimenovano leta 1825 po škotskem znanstveniku in zdravniku Johnu Richardsonu, ki se je med drugim ukvarjal z raziskovanjem Arktike. Poimenoval ga je John Franklin, ki je vodil dve kopenski odpravi v kanadsko Arktiko, katerih član je bil tudi Richardson.